# مدفع زمزمه

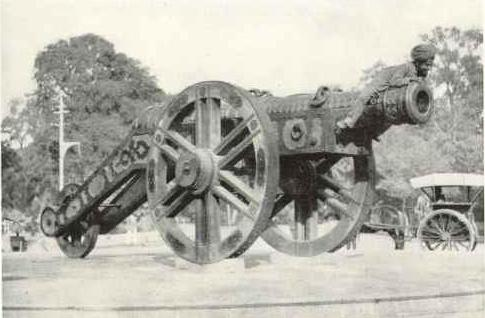
مدفع زمزمه أو مدفع كيم

مدفع زمزمه ويعرف كذلك ب«مدفع كيم». وهو مدفع ضخم مجوف. صنع في لاهور في عام  1762. وهناك نسخة منه معروضة للناس أمام متحف لاهور في مدينة لاهور، باكستان.
المدفع يبلغ من الطول 4.3 متر (14 قدم). مع فتحة تجويف قطرها 24 سم (نصف إنش). وهذا المدفع يعد من أضخم المدافع التي صنعت في شبه القارة الهندية، صنع في لاهور مع مدفع آخر بنفس الحجم من قبل شاه نازر الذي كان رئيس الوزراء في عهد الملك الأفغاني أحمد شاه الدراني.